# Sada Sissoko
Pour les articles homonymes, voir Sissoko.
Sada Sissoko est un dramaturge malien né vers 1941 à Koulikoro (actuel Mali) et mort le 12 novembre 2004.

## Biographie
Après des études primaires, Sada Sissoko est engagé dans l’armée française avant de bénéficier d’une formation sportive en République démocratique allemande puis de devenir sergent dans l’armée malienne qu’il quitte en 1970.
En 1972, il devient animateur de jeunesse et entre dans la fonction publique où il gravit tous les échelons jusqu’à conseiller d’animation.
Sada Sissoko est l’auteur d’une vingtaine de pièces de théâtre. Sept d’entre elles ont été primées lors des Biennales artistiques et culturelles[réf. souhaitée].
En 1995, il écrit un essai intitulé Le Kotéba et l’évolution du théâtre moderne au Mali. En 2003, il assure la direction artistique de la Biennale artistique et culturelle. Sada Sissoko décède en 2004.

## Œuvres
- Le Kotéba et l’évolution du théâtre moderne au Mali, Éditions Jamana, Bamako, 1995.